# Robert Barro
Robert Barro (Ciutat de Nova York, 28 de setembre de 1944) és un economista estatunidenc, especialitzat en macroeconomia.

## Biografia
Robert Barro es llicencià en Física el 1965 al California Institute of Technology, obtenint el doctorat en economia a la Universitat Harvard el 1975, on treballà fins al 1986. A més, és coeditor del Quarterly Journal of Economics des del 2004, fou editor del Journal of Political Economy i escriu una columna al Business Week des del 1998.

## Contribucions a l'economia
Barro es donà a conèixer el 1974 amb el seu article "Are Government Bonds Net Wealth?" (¿Són els bons de l'estat riquesa neta?), on afirma que, sota certes condicions, els bons de l'estat adquirits avui hauran de ser retornats per l'estat amb un increment futur d'impostos. Aquest article va suposar una revisió de l'equivalència ricardiana i està entre els més citats en macroeconomia.
En 1976 va publicar un altre article influent, "Rational expectations and the role of monetary policy" (Expectatives racionals i política monetària), sobre política monetària i expectatives racionals. En ell, afirma que les  asimetries d'informació causarien efectes reals com a resposta dels agents racionals davant la incertesa, però no en resposta a canvis en la política monetària. Aquest article va ser important a l'integrar el paper dels diners en l'economia neoclàssica, i en els models d'equilibri general.
Així mateix, Barro va desenvolupar durant els 70 el concepte d'índex de misèria, del que Jimmy Carter va fer ús durant la seva campanya presidencial de 1976.
En 1983, Barro va aplicar els arguments d'informació asimètrica per a mostrar que els bancs centrals haurien de tenir objectius clars d'inflació per a lluitar de forma efectiva contra aquesta, objectius que no haurien de ser deixats a banda per reduir l'atur. Aquesta línia de pensament ha tingut una enorme influència en el disseny de les polítiques dels bancs centrals (inclòs l'objectiu del 2% d'inflació que el Tractat de Maastricht va imposar al Banc Central Europeu).
El seu manual de Macroeconomia (1984) és un dels més utilitzats, així com el seu llibre de 1995 "Economic Growth", escrit juntament amb l'economista català Xavier Sala i Martin i considerat el millor manual sobre creixement econòmic.
Un altre article molt citat és "A Reformulation of the Economic Theory of Fertility" (Una reformulació de la teoria de la fertilitat), escrit juntament amb el premi nobel Gary Becker i publicat al Quarterly Journal of Economics el 1988 i que ha influït en els models d'horitzó infinit.
Durant l'última dècada, Barro ha investigat la influència de la religió i la cultura popular en la política econòmica, juntament amb la seva esposa Rachel McCleary.
Els seus treballs han estat fonamentals en molts dels principals debats de política econòmica dels últims 30 anys, incloent les teories sobre els cicles econòmics, la teoria del creixement, la síntesi neoclàssica i les polítiques públiques.

## Obres

### Llibres
- Macroeconomics ISBN 0471874078 (1984)
- Economic growth ISBN 0262025531, escrit juntament amb Xavier Sala-i-Martín (1995).

### Articles
- Are Government Bonds Net Wealth? (1974), Journal of Political Economy
- Rational expectations and the role of monetary policy (1976), Journal of Monetary Economics
- A Reformulation of the Economic Theory of Fertility (1988), Quarterly Journal of Economics. Juntament amb Gary Becker
- Democracy and growth (1996), Journal of Economic Growth
- Religion and Economic Growth (2003), NBER Working Paper No. 9682. Juntament amb Rachel McCleary